# Elezioni parlamentari in Israele del 1951
Le elezioni parlamentari israeliane del 1951 si tennero il 30 luglio 1951 per il rinnovo della Knesset. Si trattò delle seconde elezioni legislative nella storia del Paese e videro la vittoria del Mapai guidato da David Ben Gurion, che fu confermato Primo ministro.

## Risultati
| Mapai                                       | 256 456 | 37,30 | 45  |  |  |  |
| Sionisti Generali                           | 111 394 | 16,20 | 20  |  |  |  |
| Mapam                                       | 86 095  | 12,52 | 15  |  |  |  |
| Hapoel HaMizrachi                           | 46 347  | 6,74  | 8   |  |  |  |
| Herut                                       | 45 651  | 6,64  | 8   |  |  |  |
| Maki                                        | 27 334  | 3,98  | 5   |  |  |  |
| Partito Progressista                        | 22 171  | 3,22  | 4   |  |  |  |
| Lista Democratica per gli Arabo-Israeliani  | 16 370  | 2,38  | 3   |  |  |  |
| Agudat Yisrael                              | 13 799  | 2,01  | 3   |  |  |  |
| Comunità Sefardite e Orientali              | 12 002  | 1,75  | 2   |  |  |  |
| Poalei Agudat Yisrael                       | 11 194  | 1,63  | 2   |  |  |  |
| Mizrachi                                    | 10 383  | 1,51  | 2   |  |  |  |
| Progresso e Lavoro                          | 8 067   | 1,17  | 1   |  |  |  |
| Associazione Yemenita                       | 7 965   | 1,16  | 1   |  |  |  |
| Agricoltura e Sviluppo                      | 7 851   | 1,14  | 1   |  |  |  |
| Unità Sefardita-Aschenazita                 | 4 038   | 0,59  | –   |  |  |  |
| Per i Nuovi Immigranti e i Soldati Liberati | 375     | 0,05  | –   |  |  |  |
| Totale                                      | 687 492 | 100   | 120 |  |  |  |
|                                             |         |       |     |  |  |  |
| Voti non validi                             | 7 515   | 1,08  |     |  |  |  |
| Votanti                                     | 695 007 | 75,15 |     |  |  |  |
| Elettori                                    | 924 885 |       |     |  |  |  |